# Bianca & Grey
Bianca & Grey (Волки и овцы: Бе-е-е-зумное превращение) è un film d'animazione del 2016 diretto da Andrey Galat e Maxim Volkov.

## Trama
Una pecora di nome Ziko sta tentando di documentare la fauna selvatica all'aperto, quando si imbatte nel lupo Grey e fugge urlando verso il suo villaggio di pecore, situato vicino a un branco di lupi appena arrivato nel burrone. Il saggio capo del branco di lupi, Magra, annuncia che presto andrà in pensione e che due candidati dovranno combattere per il rito di successione. Uno è Ragear, un lupo irascibile ed egoista che ignora i valori di Magra per tutta la vita, compresa la preda. L'altra è Grey, innamorata della bellissima lupa Bianca. Tuttavia, si comporta come un burlone, senza mai prendere nulla sul serio, con grande dispiacere di Bianca. Dopo che Grey umilia Ragear per aver disobbedito agli ordini di Magra, incontra l'agnellino Shia, che ha disobbedito a sua sorella maggiore Lyra vagando nel prato. Grey lascia comunque che Shia rimanga illeso.
Durante una celebrazione al branco di lupi, Grey umilia ulteriormente Ragear, il che fa sì che Bianca ponga fine alla sua relazione con lui, citando che è ancora troppo immaturo per essere il prossimo leader. Grey visita una festa in un campo di zingari e incontra l'eccentrica lepre Mami. Dà a Grey una pozione di trasmutazione, che spera lo faccia cambiare in modo che Bianca lo ami di nuovo. Tuttavia, la pozione lo trasforma in un ariete. Fuggendo dai suoi ex compagni di branco, Grey viene messo fuori combattimento, solo per svegliarsi nel villaggio delle pecore sotto le cure di Lyra.
Grey lotta per far fronte all'essere un ariete. All'inizio, cerca di convincersi che sta solo sognando, ma accetta la verità, fino a quando non si ricorda che è stata Mami a dargli una pozione. Trovando l'accampamento degli zingari deserto, torna al villaggio delle pecore. Il branco di lupi crede che Grey sia scappato, spaventato all'idea di combattere contro Ragear.
La mattina dopo, Grey viene invitato da Shia e dal loquace Moz a partecipare al torneo. Quando Grey si ritrova a combattere il campione Louis il Feroce, ricorre al morso, cosa che fa arrabbiare tutti. Grey si guadagna presto l'amicizia del branco dopo aver protetto Lyra e Shia da due lupi. A una festa di benvenuto, Grey ispira stupidamente Shia ad andare a combattere i lupi, ma l'agnello viene catturato da Ragear, dopo averlo visto uccidere Magra e prendere il controllo del branco di lupi. Grey e Moz salvano Shia, ma Ragear viene informato che Grey è stato trasformato in un ariete. Incita il branco a uccidere tutte le pecore del villaggio.
Sentendosi solo, Grey torna sulle montagne, dove incontra Bianca, che gli racconta della presa di potere di Ragear e della morte di Magra (anche se non sa che Ragear lo ha ucciso). Viene fotografato da Ziko, che informa il villaggio che Grey è una spia dei lupi. Grey lascia furiosamente il villaggio, ma Shia lo riconosce come il lupo che gli ha risparmiato la vita nel prato. Grey se ne va, finché non viene scoperto da Mami. La lepre lo informa che il branco di lupi attaccherà il villaggio, ma Grey può trasformarsi di nuovo in un lupo se raggiunge un certo albero entro mezzogiorno del giorno successivo. Grey torna comunque al villaggio per avvertire il gregge. Li incoraggia a reagire.
La mattina dopo, il branco di lupi viene ostacolato da varie trappole e difese, fino a quando non inseguono le pecore in una grotta, solo per essere sigillate all'interno con l'acqua che inonda. Non volendo che il suo branco anneghi, Grey salva il branco, solo che Ragear cattura Shia. L'agnello rivela che Ragear è stato responsabile della morte di Magra e Grey sfida Ragear a combattere per la leadership. Mami e Bianca arrivano per dare a Grey la pozione per trasformarlo di nuovo in un lupo, ma non succede nulla. Continuando a combattere Ragear, Grey viene brutalmente attaccato e sepolto sotto un mucchio di rocce, solo per emergere come un lupo, facendo cadere Ragear in una cascata.
Umiliato e avendo imparato la maturità mentre era un ariete, Grey chiede a Bianca di sposarsi e si sposano nel villaggio delle pecore, il branco di lupi e il gregge di pecore vivono insieme in pace. Nelle vicinanze, Mami spiega che la pozione che lei e Bianca hanno dato a Grey era solo acqua di sorgente, e la sua trasformazione è venuta dall'aver imparato la responsabilità. Guarda il villaggio di pecore e lupi celebrare la loro nuova comunità unita.

## Animali nel film
- Lupo
- Pecore
- Gabbiano
- Lepre